# Mjongnjong 027-ho
Mjongnjong 027-ho (hangul: 명령-027호, handzsa: 命令-027號, RR: Myeongnyeong 027-ho, ’A 027-es parancs’) egy 1986-ban készült észak-koreai háborús filmdráma. A forgatókönyvét Ri Szanguk (Ri Sang Uk) írta, és Csong Gimo (Jeong Ki Mo), illetve Kim Ungszuk (Kim Eung Suk) rendezte. Főszereplője Kim Dzsongun (Kim Jeong Woon), akinek a neve az észak-koreai vezető nevéhez nagyon hasonlít, és habár a két név magyar átírásban nem is tér el egymástól, a koreai eredetijében nem ugyanaz.

## Szereplők
| Szereplő neve                  | Színész neve                              |
| ------------------------------ | ----------------------------------------- |
| Csholu (철우, Cheol U)         | Kim Dzsongun (김정운, Kim Jeong Woon)     |
| Killam (길남, Kil Nam)         | Csha Szongcshol (차성철, Cha Seong Chol)  |
| Udzse (우재, U Jae)            | Kim Hacshun (김하춘, Kim Ha Chun)         |
| Jonggun (영근, Yeong Geun)     | Ri Vonbok (리원복, Ri Won Bok)            |
| Unha (은하, Eun Ha)            | Kim Hjeszon (김혜선, Kim Hye Seon)        |
| Cshanghjon (창현, Chang Hyeon) | Cshö Jongcshol (최영철, Choi Yeong Cheol) |
| Pongnam (봉남, Bong Nam)       | Han Bongho (한봉호, Han Bong Ho)          |
| Cshonszu (천수, Cheon Su)      | Cso Gvang (조광, Jo Kwang)                |
| Csonggju (정규, Jeong Gyu)     | Pak Kunszang (박근상, Pak Kun Sang)       |